# Karl Liebknecht (Schiff, 1906)
Die Karl Liebknecht (Карл Либкнехт), bis Februar 1919 Finn (Финн), war ein russischer Torpedobootszerstörer (Russisch: Эскадренный миноносец/Eskadrennije Minonosci) der Emir-Bucharski-Klasse. Sie wurde vom „Komitee zur Verstärkung der russischen Flotte durch freiwillige Beiträge“ mit den drei Schwesterschiffen bei der Schichau-Werft in Elbing/Deutschland bestellt, die Planung der Boote und die Lieferung der Antriebsanlagen übernahm. Die Bauausführung lag bei russischen Werften. Ursprünglich war sie wie alle Schiffe der Serie mit zwei 75-mm- und sechs 57-mm-Schnellfeuergeschützen, vier Maschinengewehren und drei 45,,7-cm-Decks-Torpedorohren bewaffnet und verfügte über die Möglichkeit, 20 Minen mitzuführen. Bei ihrer Bestellung wurden die Boote noch als Torpedokreuzer bezeichnet.
Im Ersten Weltkrieg war die Finn auf der Ostsee an mehreren Gefechten beteiligt. Im Russischen Bürgerkrieg war sie 1919/20 als Karl Liebknecht das Flaggschiff der Astrachan-Wolga-Flottille der Roten Flotte auf dem Kaspischen Meer.

## Einsatz im Ersten Weltkrieg
Während des Ersten Weltkriegs diente das Boot in der Ostsee zur Bewachung der Minensperren in der Rigaer Bucht und war im August 1915 an der Abwehr des deutschen Vorstoßes in die Rigaer Bucht beteiligt.
Am 17. Oktober 1917 nahm die Finn an der Schlacht im Moonsund teil.

## Einsatz im Russischen Bürgerkrieg
Im Oktober/November 1918 wurde die Finn zusammen mit den noch vorhandenen beiden Schwesterschiffen aus der Ostsee über das innerrussische Kanalsystem und die Wolga nach Astrachan verlegt. Das Schwesterschiff Moskwitjanin wurde am 21. Mai 1919 von der britischen British Caspian Flotilla in Fort Alexandrowsk im Kaspischen Meer versenkt. Die Emir Bucharski wurde am 12. April 1919 in Jakow Swerdlow umbenannt.
Unklar ist, wann die Finn umbenannt wurde. Es ist nicht ausgeschlossen, dass die Umbenennung in Karl Liebknecht nach Karl Liebknechts Ermordung im Januar 1919 erfolgte. Eine weitere Einheit der Kaspischen Flottille wurde nach Rosa Luxemburg benannt.
Die Karl Liebknecht war das Flaggschiff der Astrachan-Wolga-Flottille. Befehlshaber der Flottille war bis Juni 1919 ein Funktionär namens Saks. Er wurde durch Fjodor Fjodorowitsch Raskolnikow (eigentlich Ilyin, 1892–1939) abgelöst. Raskolnikoff, ein ehemaliger Seekadett der zaristischen Marine, hatte bereits im Juni 1918 im Auftrag Lenins die Selbstversenkung des größten Teils der russischen Schwarzmeerflotte in Noworossijsk geleitet, da die Schiffe nicht in deutsche Hände geraten sollten.
Ziel der Verlegung war die Aufrüstung der Flottille im Kampf gegen die British Caspian Flotilla unter Commander David Thomas Norris (1875–1937), die sich ausschließlich aus ehemaligen russischen Handelsschiffen des Kaspischen Meeres zusammensetzte und provisorisch bewaffnet worden waren. Flaggschiff der britischen Flottille war HMS Kruger, der frühere Passagierdampfer Präsident Krüger, der nach dem Burenführer Paul Kruger benannt war. Die britische Seite verfügte zusätzlich über ein Dutzend kleiner Motorschnellboote, die mit Torpedos ausgerüstet waren. Außerdem verfügten die Briten durch die in Petrowsk (heute Machatschkala) stationierten Seeflugzeuge der Royal Air Force über die Luftherrschaft auf dem Kaspischen Meer. Die britische Flottille operierte von Baku aus.
Am 5. Mai 1919 fing die Karl Liebknecht den Dampfer Leila ab, der mit einem Emissär (General Alexei Grischin-Almasow) von General Denikin auf dem Weg zum Reichsverweser Admiral Koltschak war. Angeblich war der Emissär im Besitz des Aufmarschplans für das gemeinsame Vorgehen der Truppen Denikins und Koltschaks gegen die Sowjetregierung in Moskau.
Am 21./22. Mai 1919 nahm die Karl Liebknecht am Seegefecht von Fort Alexandrowsk teil. Dabei ging ein großer Teil der Roten Flottille, wie auch das Schwesterschiff Moskwitjanin, verloren. Offenbar wurde die Karl Liebknecht nicht allzu stark beschädigt, sondern blieb verwendungsfähig.

## Das Unternehmen gegen Enseli/Persien im Mai 1920
Im August 1919 wurde die Caspian squadron an Marinepersonal von General Denikin übergeben. Dadurch wurde sie praktisch handlungsunfähig, da das russische Personal zu schwach war, die Schiffe ausreichend zu besetzen oder einsatzbereit zu halten. Nach der Niederlage Denikins beschloss die Führung der Flottille den Rückzug in das neutrale Persien und lief Enseli (heute Bandar Anzali) an.
Am 18. Mai 1920 führte die Rote Flottille einen Handstreich auf Enseli durch. Ihr Kommandeur Raskolnikow sah in der noch existierenden Flottille eine permanente Bedrohung der Schifffahrt auf dem Kaspischen Meer; außerdem besaßen die Schiffe einen hohen materiellen Wert und wurden als Handelsschiffe benötigt. An dem Unternehmen war angeblich auch Raskolnikows Ehefrau Larissa Reissner als Kommissarin der Flottille beteiligt. An dem Unternehmen nahm auch der Stabschef (seit Frühjahr 1919) der Flottille, der frühere kaiserliche Kapitän II. Ranges (Fregattenkapitän) Alexander Karlowitsch Wekman (1886–1955), teil, der dafür am 10. Juli 1920 den Rotbannerorden verliehen bekam.
Unter dem Bruch der persischen Neutralität lief die Rote Flottille in Enseli ein und setzte Landungskommandos aus. Dabei kam es zu einem kurzen Gefecht mit britischen Truppen indischer Herkunft sowie Gurkhas. Die Sowjets erbeuteten in Enseli insgesamt zehn Hilfskreuzer, darunter vermutlich auch die Präsident Krüger, sieben Transporter und kleinere Schiffe sowie gut 50 Geschütze und 20.000 Schuss Artilleriemunition, sechs Seeflugzeuge, über 20 Funkstationen für Schiffe und Feldfunkstationen zusammen mit Vorräten. Die Schiffe wurden mit Mannschaften der Roten Flottille besetzt und nach Baku verbracht. Damit war der Seekrieg auf dem Kaspischen Meer beendet.

## Das Ende
Die Karl Liebknecht wurde am 13. Juni 1923 zusammen mit dem Schwesterschiff Jakow Swerdlow außer Dienst gestellt und ab Dezember 1925 abgewrackt. Die Fahne des Bootes erhielt 1926 die Kieler Ortsgruppe der Roten Marine, einer Unterabteilung des paramilitärischen Rotfrontkämpferbunds der KPD.
Eine Rekonstruktionszeichnung des Marinemalers Olaf Rahardt ist im Tagebuch von Patrick Thornhill abgedruckt.
Der Name wurde 1926 an den Zerstörer Kapitan Belli der Leitenant-Iljin-Klasse übertragen. Das Schiff blieb bis 1956 im Dienst.
In der Volksmarine der DDR existierte zeitweise ein Küstenschutzschiff (KSS) mit dem Namen Karl Liebknecht.